# 렌슬리어 공과대학교

렌슬리어 공과대학교(Rensselaer Polytechnic Institute; RPI)는 미국 뉴욕주 트로이에 있는 사립 연구 대학교이다. 1824년에 설립되어 영어권에서 가장 오랜 역사를 지닌 공과 대학(technological school)이다. 산하에 건축 대학, 공과 대학, 인문·예술·사회 대학, 이과 대학, 랠리 기술경영대학이 있으며, 이를 통해 145개 이상의 학사·석사·박사 전공 및 프로그램을 제공한다. 212개의 학생 클럽 및 조직, 23개의 대학 운동 팀, 29개의 행위 예술 그룹이 있다. 2018년 한해 1,432명의 학사, 417명의 석사, 161명의 박사를 비롯하여 총 2,010명의 학위소지자를 배출했다.
전미사립대학협회 및 사립공과대학협회에 소속되어 있으며, 연구 활동의 평가 기준에서 2018년 업데이트된 "카네기 고등 교육 기관 분류"에 따라 R1 박사 과정 연구 대학으로 분류된다.

## 학생 구성 및 통계
2017년 기준 6,314명의 학부생과 1,120명의 대학원생이 등록되어 있다. 2017년 기준 미국 내 50개 주 및 워싱턴 D.C. 그리고 58개국 출신의 학생들로 이루어져 있다. 이 중, 스스로를 과소대표된 소수인종(Underrepresented Minority; URM)이라 밝힌 학생은 학부생의 13%, 대학원생의 5%를 차지한다. 학부생과 대학원생을 통틀어 32%가 여성이고, 대학원생 중 31%가 여성이다.
28%의 학생이 남녀 사교 클럽(fraternities and sororities)에서 활동한다. 학사 졸업자 중 24% 가량이 졸업 후 1년 이내에 대학원에 진학한다.
2017년 기준 학위 소지자의 평균 초봉은 학사 $69,220, 석사 $74,027으로 미국 내 평균보다 높으며, 2019년 기준 학위 소지자 초봉 중간값(median)은 $68,400이다.  2019년 《U.S. 뉴스 & 월드 리포트》가 3년 경력의 학사 학위 소지자의 초봉 중간값을 기준으로 선정한 10대 대학 중 하나로 뽑혔다. 미국대학 학사 졸업자 초봉의 전체 중간값은 $51,784였고, 10대 대학에는 조지아 공과대학교, 프린스턴 대학교, 콜로라도 광업대학교, 스탠퍼드대학교, 카네기 멜런 대학교, 메사추세츠 공과대학교, 캘리포니아 공과대학교이 함께 선정되었다.

## 학부 구성

### 입학 현황
|        | 2019   | 2018   | 2017   |
| ------ | ------ | ------ | ------ |
| 지원자 | 18,632 | 20,403 | 19,505 |
| 합격자 | 1,750  | 1,796  | 1,682  |
| 합격률 | 9.39%  | 8.80%  | 8.62%  |

2017년 학부 신입생은 1,682명이고, 300명 이상이 외국 출신이다. 신입생들 중 89명은 수석졸업자 (valedictorians) 혹은 차석졸업자(salutatorians)이다. 이들의 평균 대학수학능력시험 SAT 성적은 1600점 스케일에 1400점이다. 2017년 학부 지원자 수는 19,505명이며, 사상 최대 여성 지원자 (6,030), 사상 최대 과소대표된 소수인종 (underrepresented minority) 지원자 (3,671), 사상 최대 외국 지원자 (3,279) 수를 기록했다. 이 중 63%는 고등학교 성적에서 상위 10% 이내를 차지했다.
2018년 학부 입학생은 1,796명이고, 이 중 300여명이 외국인 학생이다. 신입생들 중 95명은 수석졸업자 혹은 차석졸업자이다. 신입생들의 평균 대학수학능력시험 SAT 성적은 1600점 스케일에 1409점이다.  2018년 학부 지원자는 20,403명으로 최고 기록을 경신했다. 이 중 여성 지원자의 수 (6,538명)와 외국인 학생 수 (3,493명) 역시 최대치를 기록했다.
2019년 입학한 학부 신입생들은 1,750명이다. 이 중 78명은 수석졸업자 혹은 차석졸업자이다. 신입생들 중 약 64%가 출신 고등학교 성적 상위 10%였다. 신입생들의 평균 대학수학능력시험 SAT 성적은 1600점 스케일에 1411점이다. 신입생들 중 40% 이상이 미 북동부 지역 바깥 출신이다. 출신 지역은 미국 42개 주, 워싱턴 D.C., 푸에트리코, 및 미국 외 23개국이다. 2018년 학부 지원자는 18,632명이었으며, 사상 최대의 히스패닉 지원자 수 및 외국인 지원자 수를 기록했다.

### 학생 구성
재학생 중 남성이 68%, 여성이 32%를 차지한다. 인종별 구성은 백인계 학생이 절반이 약간 넘으며, 아시안, 히스패닉 순이다.
| 인종별 학생 구성 (2017-2018)            | 학생비율 (%) | 미국인구조사 (%) |
| 아프리카계 미국인                       | 3.1%         | 12.6%            |
| 아시아계 미국인                         | 10.1%        | 5.2%             |
| 히스패닉                                | 7.6%         | 14.5%            |
| 아메리카 원주민/알래스카 원주민         | 0.1%         | 0.8%             |
| 백인계 미국인                           | 53.3%        | 73.3%            |
| 혼혈                                    | 6%           | 3.1%             |
| 미상                                    | 1.9%         |                  |
| 하와이 원주민/퍼시픽 아일랜더/이외 인종 |              | 5.0%             |
| 국제 학생                               | 17.9%        | N/A              |
| 총합                                    | 100%         |                  |

## 대학 및 개설 학과·프로그램
현재 5개의 단과대학이 설치되어 있다.
- 건축 대학(The School of Architecture)

- 공과 대학(The School of Engineering)[14]
  - 의공학 (Department of Biomedical Engineering)
  - 화학·생명공학 (Department of Chemical and Biological Engineering)
  - 토목·환경공학과 (Department of Civil and Environmental Engineering)
  - 전기·컴퓨터·시스템공학과(Department of Electrical, Computer, and Systems Engineering)
  - 산업·시스템공학과(Department of Industrial and Systems Engineering)
  - 재료과학공학과 (Department of Materials Science and Engineering)
  - 기계·항공·원자력공학과 (Department of Mechanical, Aerospace, and Nuclear Engineering)
  - 디자인·혁신·사회 프로그램 (Program on Design, Innovation, and Society)

- 인문,예술,사회 대학(The School of Humanities, Arts, and Social Sciences)[15]
  - 예술학과 (Department of Arts)
  - 인지과학과 (Department of Cognitive Science)
  - 커뮤니케이션·미디어학과 (Department of Communication and Media)
  - 경제학과 (Department of Economics)
  - 과학기술학과 (Department of Science and Technology Studies)
  - 디자인·혁신·사회 프로그램 (Program on Design, Innovation, and Society) 

  - 게임 및 시뮬레이션 예술·과학 프로그램 (Program in Games and Simulation Arts and Sciences)

- 이과 대학(The School of Science)[16]
  - 생명과학과 (Department of Biological Sciences)
  - 화학·화학생물학과(Department of Chemistry and Chemical Biology)
  - 컴퓨터과학과 (Department of Computer Science)
  - 지구환경과학과 (Department of Earth and Environmental Sciences)
  - 정보기술·웹사이언스학과(Department of Information Technology and Web Science)
  - 수리과학과 (Department of Mathematical Sciences)
  - 물리·응용물리·천문학과 (Department of Physics, Applied Physics, and Astronomy)

- 랠리 기술경영대학(the Lally School of Management & Technology)

- 하트퍼드 캠퍼스[17]
  - 석사 과정 (Graduate Degrees): 기계공학, 시스템공학·기술경영, 공학과학
  - 준석사 과정 (Graduate Certificates): 비즈니스 인텔리전스, 보건 분석, 린 생산품질, 기계학습 및 AI, 생산 분석, 시스템 공학

## 동문
- 김영길: 과학기술인, 교육인
- 민경집 : 과학기술인, 기업인
- 민영기 : 전파천문학자, 초대 국립천문대장
- 전완기 : 한국항공우주산업 (KAI) 상무. 롤스로이스 홀딩스 (항공엔진) 한국 지사장.
- 최승종 : 과학기술인, 기업인
- 셸던 로버츠 : 페어차일드 반도체 8인의 공동 창립자 중 1명
- 양스닝 (사이먼 양) : 양쯔 메모리테크놀로지스 (YMTC, 창장메모리) CEO
- 이바르 예베르 : 물리학자. 노벨 물리학상 수상자.
- 레이 톰린슨 : 과학기술인, 프로그래머.
- 데니스 티토 : 기업인, 우주인
- 엘리 파커 : 정치인

## 평가

### 종합 순위
- 2019년 《U.S. 뉴스 & 월드 리포트》[27]
  - 전미 대학 순위: 공동 49위
  - 미국내 최고가치 (Best Values Schools) 대학 순위: 41위
  - 미국내 최고 혁신 대학 순위: 공동 45위
  - (박사과정 개설학교 중) 미국내 종합대학 최고 학부 공학 프로그램: 공동 30위
  - 미국내 종합대학 공과 대학원 : 41위
  - 미국내 전역 군인에게 최고 대학: 23위

- 2020년 영국 QS 세계 대학 순위[28]
  - 383위

- 2018년 Princeton Review[29]
  - 최고 진로 성취 대학 (BEST CAREER PLACEMENT): 19위

- 2018년 《포브스》[30]
  - 미국 25대 최우수 과학·기술·공학·수학 교육(STEM 교육) 대학: 14위,

- 2019년 《포브스》[31]
  - 미국 최우수 대학 (Top Colleges) 순위: 111위
  - 사립대학: 85위
  - 연구대학: 61위

### 전공별 순위
- 건축
  - 학부 건축 프로그램: 13위 (Design Intelligence)[32]

- 게임 디자인
  - 최고 게임 디자인 학부: 6위 (College Choice)[32]
  - 최고 비디오 게임 디자인 학교: 7위 (GameDesigning)[32]
  - 2018년 미국내 게임 디자인 대학: 9위[33]
  - 2019년 최상위 50대 게임 디자인 학부 : 36위.[34]

- 경영대학
  - 미국내 Master of Business Analytics Programs: 3위 (TFE Times)[32]
  - Best Business Schools with Reinforcing International Influence: 8위 (Eduniversal)[32]

- 기계공학
  - 최고 기계공학 학사 프로그램: 14위 (College Choice)[32]
  - 2019 세계 대학 학술 랭킹 전공별 순위: 미국내 18위, 세계 47위[35]

- 물리
  - 최고 학부 물리 프로그램: 6위 (College Factual)
  - 전미 대학원 순위: 공동 56위 (2018년 《U.S. 뉴스 & 월드 리포트》)[36]

- 미술 (Fine Arts)
  - 전미 대학원 순위: 33위 (2018년 《U.S. 뉴스 & 월드 리포트》)[36]

- 수학
  - 전미 대학원 순위: 공동 33위 (2018년 《U.S. 뉴스 & 월드 리포트》)[36]

- 정보기술
  - 정보기술 및 웹사이언스 학부 프로그램: 1위 (College Choice)[32]
  - 미국내 정보기술 최고 대학: 3위 (The Student Loan Report)[32]

- 원자력 공학
  - 대학원 프로그램: 13위 (2018년 《U.S. 뉴스 & 월드 리포트》)[32]

그 외 2018년 《U.S. 뉴스 & 월드 리포트》에 따르면, 전미 대학원 전공별 순위는 다음과 같다. 공과대학 공동 41위, 생명과학 공동 73위, 화학 공동 73위, 컴퓨터과학 공동 55위, 지구과학 공동 54위, 심리학 공동 98위이다.

### 졸업생 평가
2018년 《프린스턴리뷰》지
- 최고 진로성취 대학 (Best Career Placement): 19위.[37] (학사학위소지자 평균 시작연봉 : $67,500, 진로-중기 연봉 :  $130,000)

연방교육부의 2019년 업데이트된 칼리지스코어카드
- 뉴욕주의 4년제 공·사립대 189개교 가운데 졸업생 연봉 중간값: 4위 (82,000달러).[38] (1위 : 뉴욕주립대 다운스테이트 의대 : - 127,900 달러, 2위 : 올버니 약대 - 124,700 달러, 3위 : 컬럼비아 대학교 - (83,300 달러). 5위 : 코넬대학교 - 77,200 달러).

2021년 《U.S. 뉴스 & 월드 리포트》
- 미국 내 박사학위 수여 대학 중 학부를 졸업한 뒤 3년간 일한 졸업생의 급여 중간값 (PayScale 데이터): 전미 10위 ($71,200)[39]

## 영어권에서 가장 오랜 역사를 지닌 공과 대학
RPI 가 설립된 1824년보다 앞서 설립된 비 영어권 국가의 대학들은 다음과 같다. 세계 최초의 공과대학은 헝가리 왕국에 의해 현재 슬로바키아 반스카슈티아브니차(Banská Štiavnica) 위치에 1735년에 세워진 the Berg-Schola (현재 미슈콜츠 대학교), 그리고 체코에서 칼리지가 1707년, 종합대학이 1806년에 세워진 체코 프라하 공과대학교 (ČVUT)으로 인정받는다. 이후로 독어권 최초의 공과 대학은 독일의 브라운슈바이크 공과대학교가 1745년에 세워졌다. 불어권 최초의 공과대학은 프랑스의  에콜 폴리테크니크로 1794년에 세워졌다.
1824년 이후 세워진 영어권 및 타 언어권의 공과대학은 다음과 같다. 영국의 첫번째 폴리테크닉 대학인 왕립기술전문학교(the Royal Polytechnic Institution, 현재 웨스트민스터 대학교)은 런던의 리젠트가에 1838년 세워졌다. 덴마크에서는 덴마크 기술대학교가 1829년에, 이탈리아에서는 토리노 공과대학교가 1859년에, 루마니아에서는 부카레스트 공과대학교가 1864년에 세워졌다.
미국에서 RPI 이후 세워진 공과대학은 연도순대로 로체스터 공과대학교 (1829, 뉴욕주), Brooklyn Collegiate and Polytechnic Institute (1854, 현재 뉴욕 탠던 이공과대학교, 뉴욕주), MIT (1861, 매사추세츠주), 우스터 공과대학교 (1865, 매사추세츠주), 케이스 공과대학교 (1881, 현재 케이스 웨스턴 리저브 대학교, 오하이오주), 뉴저지 공과대학교 (1881, 뉴저지주), 조지아 공과대학교 (1885, 조지아주), 캘리포니아 공과대학교 (Caltech) (1891, 캘리포니아주), Drexel Institute of Art, Science and Industry (1891, 현재 드렉셀 대학교, 펜실베니아주), 카네기 멜런 대학교 (1900, 펜실베니아주) 순이다.

## 같이 보기
- 사립기술대학협회